# 164 (číslo)
Sto šedesát čtyři je přirozené číslo, které následuje po čísle sto šededesát tři a předchází číslu sto šedesát pět. Římskými číslicemi se zapisuje CLXIV. Stošedesátým čtvrtým dnem kalendářního roku je 13. červen (v přestupném roce 12. červen).

## Chemie
- 164 je nukleonové číslo nejběžnějšího a současně nejtěžšího přírodního izotopu dysprosia a také druhého nejlehčího a současně nejméně běžného přírodního izotopu erbia.[1]

## Matematika
164 je:
- nepříznivé číslo
- nešťastné číslo.
- nejmenší číslo, které lze získat dvěma způsoby tak, že se napíšou dvě druhé mocniny celých čísel k sobě (1-64 a 16-4)

## Doprava
- Silnice II/164 je česká silnice II. třídy vedoucí na trase Jindřichův Hradec – Kunžak – Strmilov[2]

## Astronomie
- 164 Eva je velká tmavá planetka hlavního pásu.

## Roky
- 164
- 164 př. n. l.